# Пульсарні планети

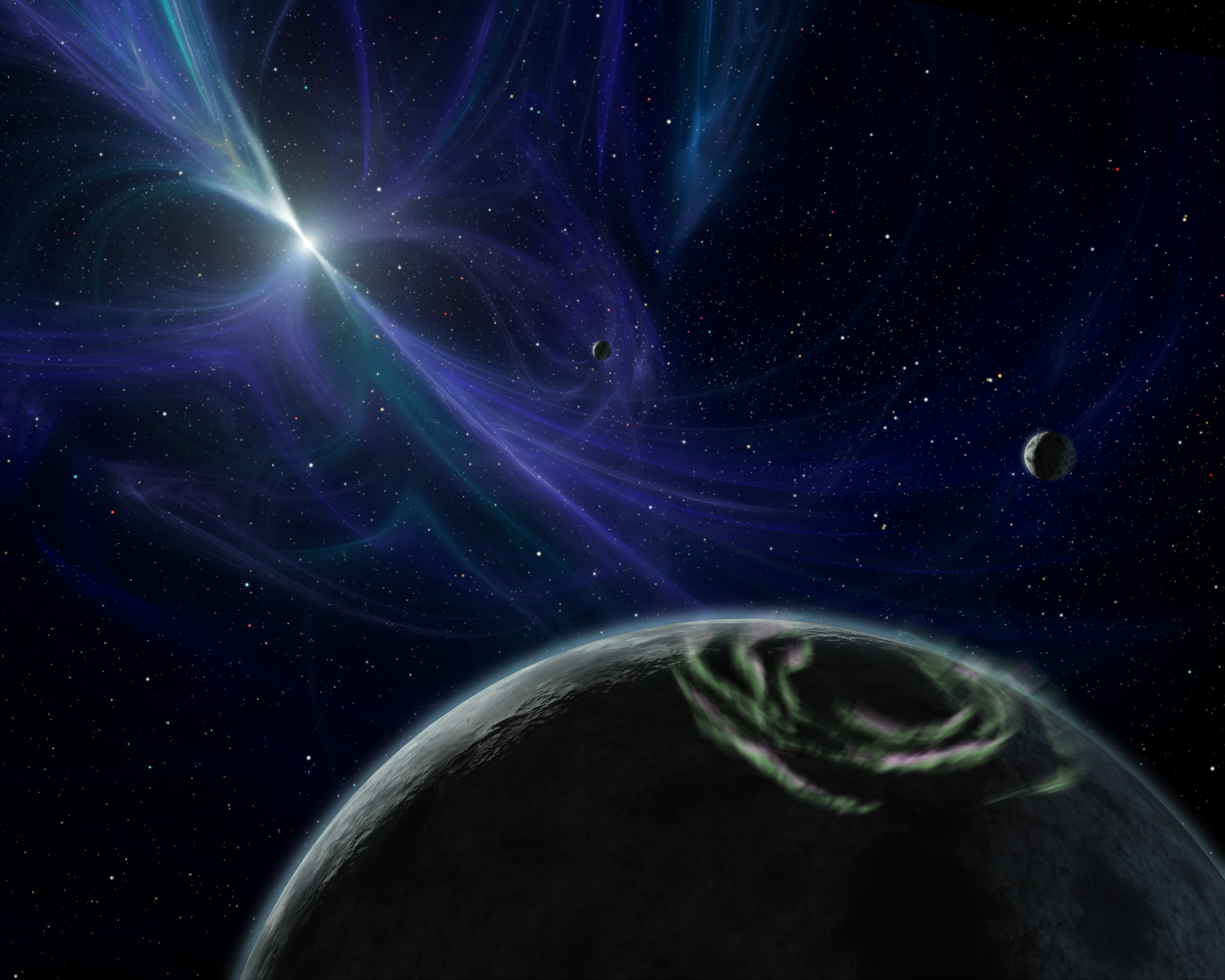
Художнє зображення пульсара з планетами.

Пульсарні планети — планети, що обертаються навколо пульсарів. Пульсар — це нейтронна зоря, що швидко обертається.
Перша планета за межами Сонячної системи була знайдена саме біля пульсара. Планета, що знаходиться біля пульсара викликає збурення в його періоді пульсації. Строго періодичні імпульси радіовипромінювання пульсара пов'язані з перетворенням енергії обертання пульсара в направлене випромінювання.	Пульсар являє собою своєрідний дуже стабільний годинник: периодичність слідування імпульсів окремого пульсара стабільна з точністю вищою за 10-14 секунд за секунду. Тому якщо пульсар і його супутник обертаються навколо спільного центра мас, то вимірюючи доплерівські зсуви в частоті приходу імпульсів, можна дізнатись про присутність навколо пульсара супутника і про деякі його параметри.
Великим сюрпризом для астрономів стало відкриття групою англійських астрономів в 1991 році у пульсара PSR1829-10 темного супутника з нижньою межею маси 10.2 мас Землі, який обертається з періодом 184.4 земних діб. Пізніше виявилось, що в цій системі є не одна, а 3 планети.
Відкриття в 1992 році планетної системи у пульсара PSR1257+12, а в 1993 році у пульсара PSRJ2322+2057 остаточно переконало астрономів в існуванні планет, що обертаються навколо нейтроних зір. Як виявилось, нижні межі для мас планет становлять приблизно 2 маси Землі, а орбітальні періоди близькі до періоду обертання Меркурія навколо Сонця (88 діб).
У 2006 році навколо пульсара 4U 0142+61, розташованого на відстані 13 000 світлових років від Землі, був знайдений навколозоряний диск. Відкриття було зроблено командою Діпто Чакрабарти (МТІ) на космічному телескопі «Спітцер». Диск складається з металічних залишків, утворених при вибусі наднової, що сформував пульсар близько 100 000 років тому. Диск подібний до тих, що спостерігаються біля сонцеподібних і в майбутньому, можливо, з нього утвориться планетна система, подібна до нашої. На сьогодні вважається, що на пульсарних планетах життя неможливе через значний електромагнітний потік, що йде від пульсара.
Перелік відомих в наш час пульсарних планет:
- PSR 1829-10 : 3 планети з масами 3, 12 і 2 маси Землі.
- PSR В1257+12 : 4 планети з масами 0.02, 4.3, 3.90, 0.0004 мас Землі.
- PSR J2322+2057 : 2 планети.
- PSR В1620-26 : 1 планета з масою 2.5 маси Землі.